# كرة السلة في الألعاب الأولمبية الصيفية للشباب 2010
مسابقة كرة السلة في أولمبياد الصيف للشباب 2010 التي ستعقد في سنغافورة، سوف تضم 20 منتخب يتنافسون بها. وتم تقسيم الفرق إلى 4 مجموعات كل مجموعة تضم 5 فرق. سحبت قرعة دور المجموعات في 31 مايو 2010

## جدول المدليات
| Event  | الذهبية | الفضية   | البرونزية        |
| ------ | ------- | -------- | ---------------- |
| الشبان | صربيا   | كرواتيا  | اليونان          |
| البنات | الصين   | أستراليا | الولايات المتحدة |

## الفرق المشاركة

### الشبان
| المجموعة أ - اليونان - الهند - نيوزيلندا - بورتوريكو - صربيا |  | المجموعة ب - الأرجنتين - مصر - إيران - ليتوانيا - بنما |  | المجموعة جـ - جمهورية إفريقيا الوسطى - إسرائيل - سنغافورة - تركيا - الولايات المتحدة |  | المجموعة د - كرواتيا - الفلبين - جنوب إفريقيا - إسبانيا - جزر العذراء الأمريكية |

### البنات
| المجموعة أ - كندا - ساحل العاج - كوريا الجنوبية - روسيا - فانواتو |  | المجموعة ب - أنغولا - بيلاروس - ألمانيا - سنغافورة - الولايات المتحدة |  | المجموعة جـ - البرازيل - الصين - جمهورية التشيك - مالي - تايلاند |  | المجموعة د - أستراليا - تشيلي - فرنسا - إيطاليا - اليابان |